# Мрія (ВІА)
Вокально-інструментальний ансамбль «Мрія» — створений на початку 1965 року тоді композитором-початківцем Ігорем Покладом. До складу ансамблю увійшли молоді співачки хорів київського заводу «Арсенал» та будинку піонерів.
Був найпопулярнішим українським ансамблем кінця 1960-х — початку 1970-х. Припинив існування в 1985.

## Склад
Ліна Прохорова стала провідною солісткою, серед перших учасниць: Галина Кондратюк, Ніна Злобіна, Валентина Мухарська, Тетяна Забашна, Валентина Решета, Людмила Саченко, Людмила Бубнова, Тамара Вітесян.
Згодом у ансамблі співали Катерина Кисіль, Галина Кондратюк, Тетяна Калініченко, Лариса Гермаш, Олена Місячна, Ірина Тракай, Ірина Грей, Надія Шестак та інші.

## Репертуар
Основу репертуару склали пісні Поклада — «Глаза на песке», «Рыжая», «Олененок», а згодом «Коханий», «Тиха вода», «Забудь», «Чарівна скрипка», «Зелен-клен», «Два крила».

## Керівники
Після Ігоря Поклада два роки ансамблем керував Олексій Семенов, далі керівниками були Вадим Ільїн, Володимир Вербицький, Тарас Петриненко.

## Відзнаки
- Всесоюзний конкурс артистів естради в 1970 році, друге місце (на першому — білоруські «Пісняри»).